# San Antonio (1785)
Il San Antonio era un vascello di terza classe, a due ponti da 74 cannoni dell'Armada Española, che prestò servizio anche nelle marina francese ed inglese fino al 1828.

## Storia
Il vascello di terzo rango San Antonio fu costruito presso i Reales Astilleros de Cartagena, venendo varato il 16 luglio 1785.
In seguito alla firma del Trattato di San Ildefonso, nell'ottobre 1796 la Spagna dichiarò guerra alla Gran Bretagna e al Portogallo. Agli ordini del capitano di vascello Salvador Medina, il  San Antonio fu assegnato alla 6ª Divisione della 3ª Squadra, agli ordini del tenente generale don Juan Joaquín Moreno,  appartenente all’Esquadra dell'Océano agli ordini dell’ammiraglio José de Córdova y Ramos.
Il 14 febbraio 1797, vicino a Capo San Vincenzo la flotta spagnola, forte di ventisette vascelli di linea e sette fregate, si scontrò con quella inglese, forte di quindici vascelli di linea, cinque fregate, un brigantino ed una cannoniera, al comando dell'ammiraglio Sir John Jervis patendo una cocente sconfitta. Il  San Antonio prese marginalmente parte allo scontro, venendo indicata nei rapporti redatti dal comandante della squadra spagnola come una di quelle navi che non avevano risposto ai segnali impartiti dalla nave ammiraglia.
Nel corso del 1801 venne ceduto alla Marina francese insieme ad altre cinque navi a seguito della firma di un trattato di cooperazione tra le due nazioni, ed assunse il nome di Saint Antoine. 
Il 13 giugno 1801 una squadra navale francese al comando del viceammiraglio Charles-Alexandre Léon Durand Linois, composta da 3 navi di linea e una fregata, aiutata da alcune unità minori spagnole, sconfisse una squadra di sei vascelli di linea inglesi al comando del retroammiraglio Sir James Saumarez durante la battaglia combattuta nella baia di Algeciras. Terminato lo scontro la squadra francese entrò nel piccolo porto di Algeciras, mentre gli inglesi ripararono a Gibilterra in attesa della rivincita. Il contrammiraglio Linois sollecitò gli spagnoli a mandare rinforzi, per consentirgli di riparare a Cadice, e da quello stesso porto su ordine dell’ammiraglio de Mazarredo salpò una formazione navale al comando del tenente generale Juan Joaquín Moreno, composta da cinque vascelli spagnoli e uno francese, il Saint Antoine al comando del Commodoro Julien Le Ray, e da una fregata spagnola e varie imbarcazioni minori francesi.
Raggiunto il porto di Algeciras in quello stesso pomeriggio, Moreno si ricongiunse con Linois, e le due squadre salparono nuovamente all’alba del 12 luglio per rientrare a Cadice, inseguite dalla squadra inglese. Nella notte tra il 12 e il 13 luglio avvenne un nuovo scontro, in quanto Saumarez aveva lasciato libere le sue navi di rompere la formazione e inseguire la retroguardia del nemico. Il vascello Superb, al comando del capitano Richard Goodwin Keats, riuscì ad avvicinarsi ai tre vascelli di retroguardia. Si trattava del Real Carlos che navigava di conserva con il San Hermenegildo a babordo e il Saint Antoine a tribordo. Il Superb attaccò completamente oscurato il Real Carlos da 320 m. Il Real Carlos fu pesantemente colpito, perdendo l’albero di gabbia ed avendo un vasto incendio a bordo divenendo ben presto visibile a tutte le altre navi. Di questo fatto approfittò il vascello San Hermenegildo che, contravvenendo agli ordini di Moreno, attaccò alla cieca il Real Carlos. L’attacco ebbe immediata risposta e le due navi spagnole presero a spararsi bordate su bordate che terminarono quando il Real Carlos, ormai in preda ad un incendio incontrollabile, sbandò andando a collidere con il San Hermenegildo. Quest’ultimo rimase irrimediabilmente agganciato al Real Carlos e fu immediatamente preda di vasti incendi. Nessuna delle navi inglesi presenti in zona riuscì a portare soccorso ai marinai delle due navi che cercavano di abbandonare i vascelli in fiamme a bordo di piccole imbarcazioni, e alla 0:15 il San Carlos esplose affondando, seguito poco tempo dopo dal San Hermenegildo. I superstiti furono 298,  ma si registrarono oltre 1700 vittime, tra cui il comandante del Real Carlos don José de Ezquerra y Guirior e quello del San Hermenegildo don Manuel Antonio de Emparán y Orbe. Intanto il Superb aveva raggiunto il Saint Antoine rimasto attardato i diverse miglia dal grosso della squadra navale attaccandolo insieme al Caesar. Preso tra due fuochi, dopo due ore di combattimento, il vascello francese fu costretto ad ammainare la bandiera e ad arrendersi.
Ridenominato HMS San Antonio, l’unità arrivò in Gran Bretagna l’8 ottobre 1801 al comando del capitano George Heneage Lawrence Dundas venendo disarmata. Entrò in servizio nella Royal Navy l’11 luglio 1807, divenendo nave prigione a Portsmouth nell'ottobre dello stesso anno, e nave deposito polveri da sparo nel settembre 1814. Fu venduto per la demolizione alla ditta John Small Sedger di Rotherhithe il 26 marzo 1828.